# Albert Hetterle

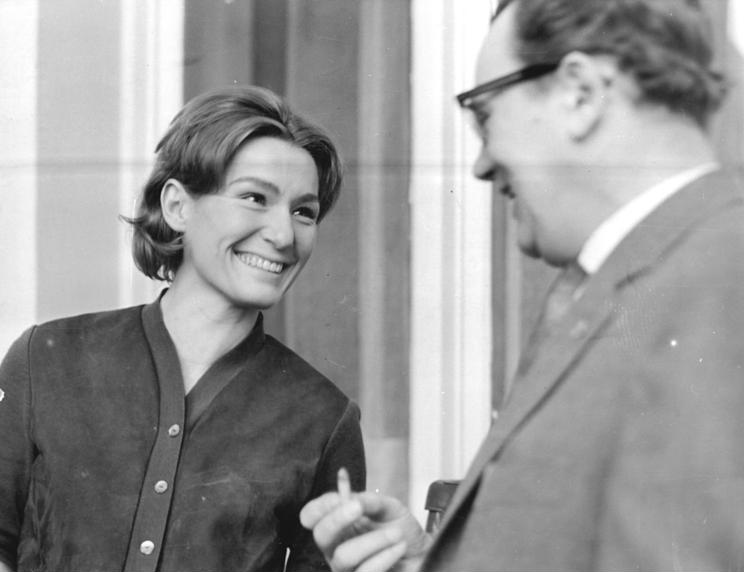
Albert Hetterle 1960 mit Inge Keller

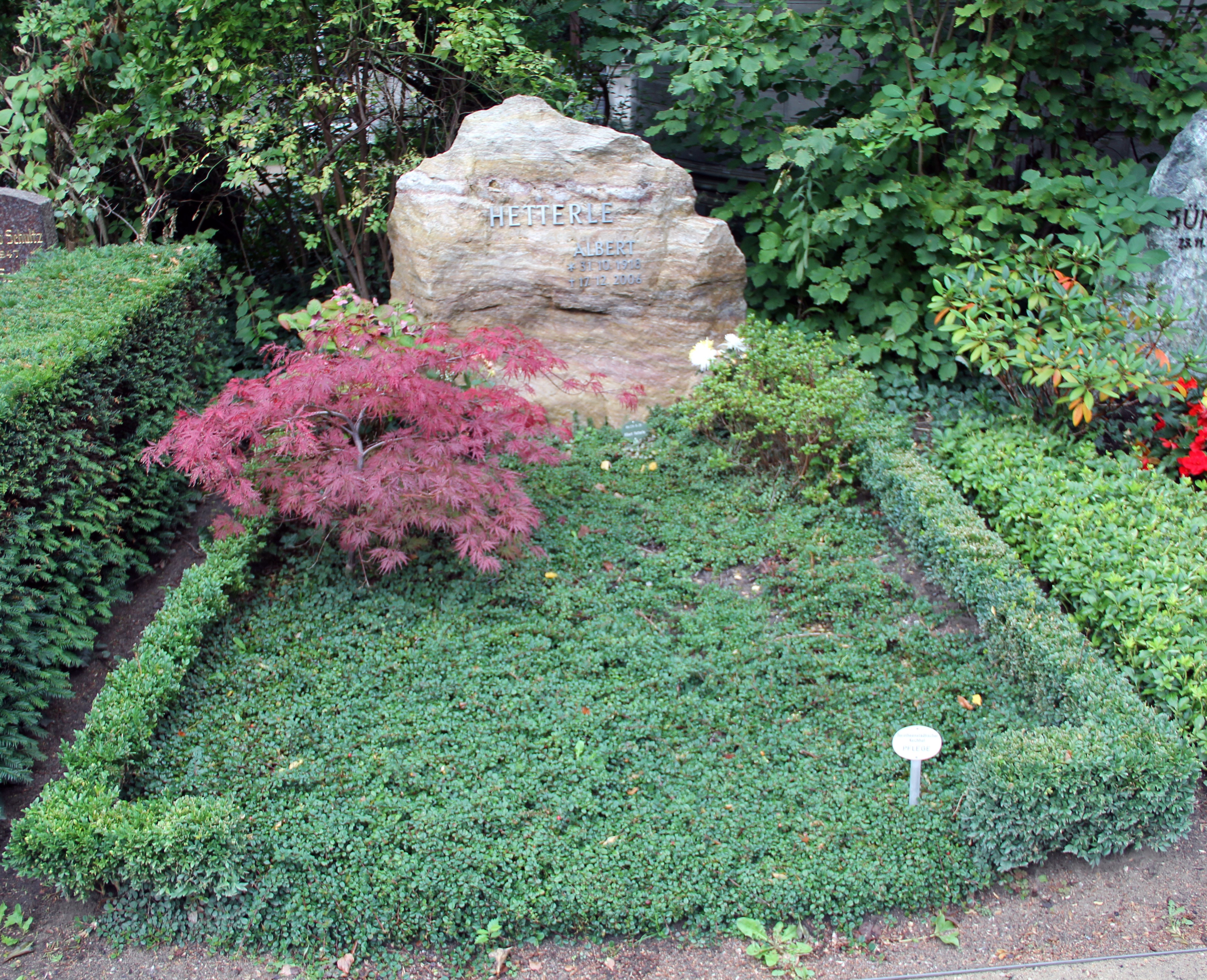
Grabstätte, Chausseestraße 126, in Berlin-Mitte

Albert Hetterle (* 31. Oktober 1918 in Petersthal bei Odessa; † 17. Dezember 2006 in Berlin) war ein deutscher Schauspieler, Regisseur und Theaterleiter.

## Leben
Albert Hetterle studierte Pädagogik und ließ sich von Ilse Fogarasi zum Schauspieler ausbilden. 1936 wurde er Schauspiel-Eleve am Kollektivisten-Theater Odessa, eines deutschsprachigen Wandertheater-Ensembles in der Region Odessa und 1937 dort Schauspieler. Während der deutschen Besetzung der Ukraine spielte er im Deutschen Theater Odessa. Mit dem Rückzug der Wehrmacht wurde er 1944 umgesiedelt und wurde in Troppau noch Funktionär der Hitlerjugend.
Nach dem Zweiten Weltkrieg spielte er von 1945 bis 1947 an der Chiemseer Bauernbühne, danach bis 1949 in Sondershausen, 1949/50 in Greifswald, 1950/51 am Landestheater Altenburg, 1951 bis 1953 in Erfurt und 1953 bis 1955 in Halle. Seit 1955 spielte er, von Maxim Vallentin geholt und debütierend als Karl Moor, bis 1998 durchgehend am Maxim Gorki Theater in Berlin. Von 1968 bis 1994 war er dort auch Intendant und inszenierte seit 1971 zeitgenössische, vor allem sowjetische Stücke und klassische Werke, darunter Gorkis Wassa Schelesnowa (1970), Nachtasyl (1977), Kleinbürger (1982) und Barbaren (1987) sowie Lessings Minna von Barnhelm (1972) und verschiedene Werke von Alexander Gelman. Er gastierte auch in Karl-Marx-Stadt und Dresden. In den 1980er Jahren setzte er im Spielplan zunehmend auf systemkritische sowjetische Autoren. Maßgeblich war seine 1988 als Intendant betriebene Durchsetzung der Aufführung des regimekritischen Stücks Die Übergangsgesellschaft von Volker Braun, welches den Untergang der SED-Diktatur vorwegnahm.
Seit Ende der 1950er Jahre war Hetterle auch des Öfteren im Kino und DDR-Fernsehen zu sehen. 1962 und 1977 erhielt er den Nationalpreis der DDR für Kunst und Literatur. Seit 1967 war er Mitglied der Berliner SED-Bezirksleitung. In diesem Jahr bekam er auch den Goethepreis der Stadt Berlin. 1993 war er Juror für den Alfred-Kerr-Darstellerpreis. Verheiratet war er mit der Schauspielerin Monika Hetterle. Ihre Söhne Marc Hetterle und Alexander Hetterle wurden ebenfalls Schauspieler.

## Filmografie (Auswahl)
- 1954: Gefährliche Fracht
- 1955: Ernst Thälmann – Führer seiner Klasse
- 1956: Drei Mädchen im Endspiel
- 1956: Thomas Müntzer – Ein Film deutscher Geschichte
- 1957: Spur in die Nacht
- 1959: Maibowle
- 1960: Leute mit Flügeln
- 1960: Begegnung im Zwielicht (Spotkania w mroku)
- 1960: Das Leben beginnt
- 1961: Das Rabauken-Kabarett
- 1961: Ein Sommertag macht keine Liebe
- 1962: Das zweite Gleis
- 1963: Geheimarchiv an der Elbe
- 1965: Solange Leben in mir ist
- 1966: Lebende Ware
- 1966: Pitaval des Kaiserreiches: Die Ermordung des Rittmeisters von Krosigk (Fernsehreihe)
- 1966: Die Ermittlung (Theateraufzeichnung)
- 1970: Unter den Linden – Geschichte und Geschichten (Fernsehfilm)
- 1972: Trotz alledem!
- 1973: Das unsichtbare Visier (Fernsehserie, 2 Folgen)
- 1979: Stine (Fernsehfilm)
- 1979: Einfach Blumen aufs Dach
- 1986: Der Hut des Brigadiers
- 1990: Die Übergangsgesellschaft (TV-Aufzeichnung 1990)
- 1992: Die Antigone des Sophokles nach der Hölderlinschen Übertragung für die Bühne bearbeitet von Brecht

## Theater

### Regie
- 1972: Gotthold Ephraim Lessing: Minna von Barnhelm (Maxim Gorki-Theater Berlin)
- 1974: Michail Schatrow: Das Wetter für morgen (Maxim-Gorki-Theater Berlin)

### Schauspieler
- 1954: Friedrich Schiller: Die Räuber (Franz Moor) – Regie: Fritz Wendel (Bergtheater Thale)
- 1955: Friedrich Schiller: Die Räuber (Karl Moor) – Regie: Maxim Vallentin (Maxim-Gorki-Theater Berlin)
- 1956: Johannes R. Becher: Der Weg nach Füssen – Regie: Maxim Vallentin (Maxim-Gorki-Theater Berlin)
- 1956: Oleksandr Kornijtschuk: Vertrauen (Parteisekretär Romodan) – Regie: Maxim Vallentin (Maxim-Gorki-Theater Berlin)
- 1956: Josef Kajetán Tyl: Das starrsinnige Weib (Rübezahl) – Regie: Karel Palous (Maxim-Gorki-Theater Berlin)
- 1957: Leonid Rachmanow: Stürmischer Lebensabend (Worobjow) – Regie: Werner Schulz-Wittan (Maxim-Gorki-Theater Berlin)
- 1958: Heiner Müller/Inge Müller: Der Lohndrücker – Regie: Hans Dieter Mäde (Maxim-Gorki-Theater Berlin)
- 1958: Heiner Müller/Inge Müller: Die Korrektur – Regie: Hans Dieter Mäde (Maxim-Gorki-Theater Berlin)
- 1959: Alexander N. Ostrowski: Diebe Und Liebe (Milowidow) – Regie: Werner Schulz-Wittan (Maxim-Gorki-Theater Berlin)
- 1959: Maxim Gorki: Feinde (Jakob) – Regie: Hans Dieter Mäde (Maxim-Gorki-Theater Berlin)
- 1960: Friedrich Schiller: Die Räuber (Karl) – Regie: Maxim Vallentin/Hans Dieter Mäde (Maxim-Gorki-Theater Berlin)
- 1961: Maxim Gorki: Nachtasyl (Satin) – Regie: Maxim Vallentin (Maxim-Gorki-Theater Berlin)
- 1962: Lajos Mesterházi: Das elfte Gebot (Schriftsteller) – Regie: Horst Schönemann/Helfried Schöbel (Maxim-Gorki-Theater Berlin)
- 1962: Maxim Gorki: Jegor Bulytschow und andere (Bulytschow) – Regie: Maxim Vallentin (Maxim-Gorki-Theater Berlin)
- 1963: Rainer Kerndl: Seine Kinder (Karl Sorge) – Regie: Horst Schönemann (Maxim-Gorki-Theater Berlin)
- 1964: William Shakespeare: Romeo und Julia (Pater Lorenzo) – Regie: Fritz Bornemann (Volksbühne Berlin)
- 1969: Michail Schatrow: Bolschewiki (Swerdlow) – Regie: Fritz Bornemann (Maxim-Gorki-Theater Berlin)
- 1975: Maxim Gorki: Die Letzten (Kolomizew) – Regie: Wolfgang Heinz (Maxim-Gorki-Theater Berlin)

## Hörspiele
- 1958: Gerhard Stübe: Das erste Wort (Uwe) – Regie: Helmut Hellstorff (Rundfunk der DDR)
- 1958: Anna und Friedrich Schlotterbeck: S.M.S. Prinzregent Luitpold (Max Reichpietsch) – Regie: Theodor Popp (Rundfunk der DDR)
- 1963: Bernhard Seeger: Rauhreif – Regie: Theodor Popp (Hörspiel – Rundfunk der DDR)
- 1963: Rolf Gumlich/Ralph Knebel: Zwischenbilanz – Regie: Helmut Hellstorff (Hörspiel – Rundfunk der DDR)
- 1963: Klaus Beuchler: Sprung über den Schatten – Regie: Fritz-Ernst Fechner (Hörspiel – Rundfunk der DDR)
- 1961: Joachim Witte: Stunde der Angst (Wegener) – Regie: Joachim Witte (Hörspiel – Rundfunk der DDR)
- 1962: Mark Twain: Tom Sawyers großes Abenteuer (Dr. Robinson) – Regie: Karl-Heinz Möbius (Kinderhörspiel – Litera)
- 1962: Gerhard Stübe: Das Südpoldenkmal (Vorsitzender) – Regie: Fritz Göhler (Hörspiel – Rundfunk der DDR)
- 1999: Andreas Knaup: Erinnern – Vergessen (Alexander Corin) – Regie: Robert Matejka (Kriminalhörspiel – DLR)